# 卡马尔戈
卡马尔戈，是西班牙坎塔布里亚的一个市镇。总面积37平方公里，总人口24498人（2001年），人口密度662人/平方公里。